# Under Southern Skies (film 1915)
Under Southern Skies è un film muto del 1915 diretto da Lucius Henderson.

## Produzione
Il film fu prodotto dall'Universal Film Manufacturing Company (come Broadway Universal Feature). Venne girato a Savannah, Georgia.

## Distribuzione
Distribuito dall'Universal Film Manufacturing Company, il film uscì nelle sale cinematografiche statunitensi il 20 settembre 1915.